# Scaldasole
Scaldasole (Scaldasù in dialetto lomellino) è un comune italiano di 866 abitanti della provincia di Pavia in Lombardia.
Si trova nella Lomellina meridionale, nella pianura tra il Terdoppio e l'Erbognone (affluente dell'Agogna).
Il paese è noto per il suo imponente castello medioevale, una delle più importanti architetture fortificate della Lombardia.

## Storia

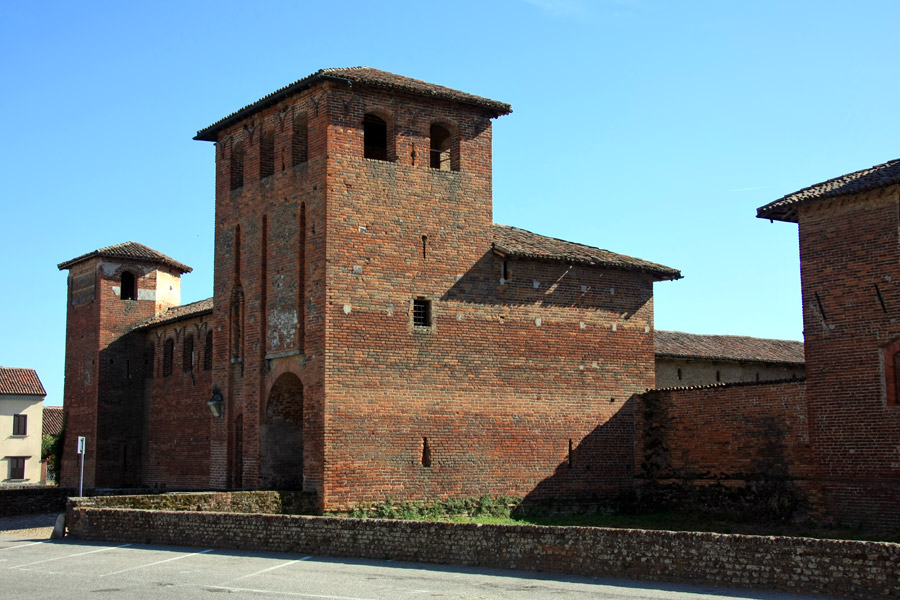
Uno scorcio del castello

Il toponimo Scaldasole, che si trova anche in altri luoghi in Lombardia, deriva probabilmente dalla voce longobarda sculdascio indicante un giudice locale: se è corretta questa ipotesi, Scaldasole doveva essere già un centro di qualche importanza in epoca longobarda (secoli VI - VIII). La prima citazione risale al X secolo; appartenne alla Contea di Lomello, dipendente dai conti palatini. Nel 1250 è incluso nell'elenco delle terre del dominio pavese, nell'ambito della Lomellina. Nel XIV secolo il paese era sotto la signoria dei Campeggi di Pavia, che nel 1334 lo subinfeudarono ai Folperti, anch'essi di Pavia. Il feudo rimarrà in seguito ai Folperti, salvo alcuni anni (1436-1451) in cui ne sono investiti gli Avalos. Nel 1456 però Stefano Folperti lo vendette a Francesco III Pico della Mirandola, che risiedette nel castello e vi morì nel 1461.
Gli sopravvisse la figlia Taddea, Signora di Scaldasole, sposa di Giacomo I Malaspina di Fosdinovo, marchese sovrano di Fosdinovo e Signore di Massa. Ciò diede l'occasione per il potente Malaspina di acquistare anche il vicino vasto feudo di Sannazzaro de' Burgondi, di cui avrà in seguito la signoria una linea dei Malaspina che ne prenderà il nome. Invece Scaldasole, primo feudo malaspiniano in Lomellina, sarà ceduto nel 1577 da Giulio Cesare Malaspina, discendente di Giacomo I, al conte Rinaldo Tettoni, che lo rivendette nel 1582 al cardinal Tolomeo Gallio, nella cui famiglia (Gallio duchi di Alvito, con titolo di Marchesi dal 1613) rimase fino all'abolizione dei feudi (1797).
Scaldasole, con tutta la Lomellina, nel 1713 fu incluso nei domini di casa Savoia, e nel 1859 entrò a far parte della provincia di Pavia.

### Simboli
Lo stemma, tratto da un sigillo del 1583 conservato nell'Archivio di Stato di Milano, è stato approvato dal consiglio comunale il 30 maggio 1983 e concesso con decreto del presidente della Repubblica dell'11 ottobre dello stesso anno.
Lo smalto d’oro è il colore dei Folperti, il rosso dei Malaspina; lo scaccato d'azzurro e d'argento è ripreso dallo stemma di Pico della Mirandola.
Il gonfalone è un drappo troncato di azzurro e di rosso.

## Monumenti e luoghi di interesse
- Castello di Scaldasole

## Società

### Evoluzione demografica
Abitanti censiti